# Xyris spruceana
Xyris spruceana är en gräsväxtart som beskrevs av Gustaf Oskar Andersson Malme. Xyris spruceana ingår i släktet Xyris och familjen Xyridaceae. Inga underarter finns listade i Catalogue of Life.